# Wilhelm Haarländer
Wilhelm August Haarländer (* 20. Oktober 1893 in München; † 5. Februar 1976 in Erlangen) war ein deutscher Lehrer und Geologe.

## Leben
Haarländer war der Sohn eines Oberlokomotivführers, ging in Pfarrkirchen und Simbach in die Schule und begann die Lehrerausbildung in Nördlingen und Altdorf. Er studierte Mathematik, Physik und Chemie für das Lehramt an der Universität München und TU München und legte 1924 das Staatsexamen für das höhere Lehramt ab. Danach war er Lehrer in Rothenburg o. d. Tauber, Bayreuth, Wassertrüdingen Coburg und wurde 1926 Studienrat an der Lehrerinnenbildungsanstalt Erlangen. 1940 wurde er Studienprofessor und studierte 1939 bis 1941 Geologie  in Erlangen. 1941 wurde er in Erlangen in Geologie promoviert (Geologische Untersuchung des Gebietes zwischen Hersbruck und Hohenstein). 1955 wurde er Oberstudienrat und 1959 ging er in den Ruhestand. 1967 wurde er zum Studiendirektor außer Dienst ernannt.
Er kartierte für das Bayerische Geologische Landesamt Höchstädt an der Aisch, Adelsdorf, Hersbruck, Herzogenaurach, Schlüsselfeld, Erlangen-Süd und Röttenbach (jeweils 1:25.000). Außerdem bearbeitete er den Baugrund der Autobahn Nürnberg-Nord bis Geiselwind.
Ihm gelang eine stratigraphische Untergliederung im fossilarmen Burgsandstein des Keuper.
Als Historiker befasste er sich mit frühen geologischen Sammlungen in Nürnberg und Eisenerzvorkommen in Nordostbayern (Moritzberg bei Nürnberg, südliches Fichtelgebirge). In der Paläontologie veröffentlichte er eine mathematische Beschreibung von Ammonitenschalen und deren Spiralen.

## Schriften
- mit Walter Schnitzer: Geologie und Lithologie des uranführenden Burgsandsteins von Erlangen und Umgebung, Erlanger Geolog. Abhandlungen 37, 1961
- Der Burgsandsteins des Burgberg-Gebiets in Erlangen, Geolog. Blätter für Nordost-Bayern und angrenzende Gebiete, 12, 1962, 16–56